# Sybrinus persimilis
Sybrinus persimilis är en skalbaggsart som beskrevs av Stefan von Breuning 1950. Sybrinus persimilis ingår i släktet Sybrinus och familjen långhorningar. Inga underarter finns listade i Catalogue of Life.